# Trade Republic
Die Trade Republic Bank GmbH ist eine deutsche Neobank mit Sitz in Berlin-Mitte, die als Online- bzw. Neobroker bekannt geworden ist. Das Unternehmen bietet seinen Kunden als Kreditinstitut mit Vollbanklizenz die Möglichkeit, über eine mobile App und seit 2021 auch über eine Webanwendung börsennotierte Wertpapiere zu handeln.

## Geschichte
Trade Republic wurde 2015 in München unter dem Namen Neon Trading im Start-up-Inkubator der Comdirect Bank gegründet. Die Gründer des Unternehmens sind der Philosoph und Wirtschaftswissenschaftler Christian Hecker, der Physiker Thomas Pischke und der Informatiker Marco Cancellieri.
Im Jahr 2017 investierte die Düsseldorfer Sino Beteiligungen GmbH, eine 100-prozentige Tochtergesellschaft der Sino AG, in das Start-up-Unternehmen und übernahm die Mehrheit der Unternehmensanteile. Der Vorstandsvorsitzende der Sino AG u. Sino Beteiligungen GmbH, Ingo Hillen, wurde Geschäftsführer von Trade Republic und Anteilseigner mit einer Investition der SINO von drei Millionen Euro. Im Dezember 2018 erhielt das Kreditinstitut die Lizenz als Wertpapierhandelsbank. In den Jahren 2019 und 2020 investierten die Risikokapitalgeber Creandum, Project A Ventures, Accel Partners und Founders Fund über 60 Millionen Euro in Trade Republic; Sino veräußerte gewinnbringend einen Teil der Anteile und war fortan nicht mehr Mehrheitseigentümer. Im April 2020 löste Andreas Willius, ehemaliger Vorstand der Börse Stuttgart, Hillen als Geschäftsführer ab.
Der Wertpapierhandel per App wurde in Deutschland ab 2019 zunächst für einen geschlossenen Nutzerkreis und schließlich ohne Nutzerbeschränkung angeboten. Seit Ende 2020 bietet Trade Republic seine Dienstleistungen auch in Österreich und seit 2021 in Frankreich an.
Im Mai 2021 wurde eine weitere Finanzierungsrunde in Höhe von 900 Millionen US-Dollar mit einer Bewertung von 5 Milliarden US-Dollar bekannt. Im Januar 2022 lösten die Bankmanager Gernot Mittendorfer (vormals Finanz-Vorstand der Erste Group) und Andreas Torner (vormals Sprecher der regionalen Geschäftsleitung Südwest der Deutschen Bank) die bisherigen Geschäftsführer Andreas Willius und Karsten Müller ab.
Im Juni 2022 erhielt Trade Republic 250 Millionen Euro vom kanadischen Lehrerpensionsfonds OTPP und Bestandsinvestoren. Dadurch stieg die Bewertung nochmals leicht auf ca. 5,3 Milliarden Dollar (ca. 5 Milliarden Euro). Kurz darauf teilte das Unternehmen mit, dass es einige Arbeitsplätze umstrukturieren müsse und aufgrund der Entwicklungen am Kapitalmarkt einige Mitarbeiter entlassen werde. Seit 2023 gilt Trade Republic als profitabel.
2024 brachte das Unternehmen eine eigene Bezahlkarte mit einem Vergütungssystem von einem Prozent auf den Markt.
Im Mai 2025 erhielt Trade Republic eine Lizenz von der Bundesanstalt für Finanzdienstleistungsaufsicht Deutschlands (BaFin), um Krypto-Dienstleistungen an die Einwohner des Landes anzubieten. Der Broker wird nicht direkt am Spot-Handel teilnehmen, sondern sich auf Handelsplattformen und Marktmacher verlassen, um im Auftrag seiner Kunden Transaktionen abzuwickeln. Trade Republic nutzte die Übergangsregelung, in deren Rahmen Unternehmen Kryptodienste anbieten können, während die Regulierungsbehörden ihre Anträge prüfen.

## Unternehmen

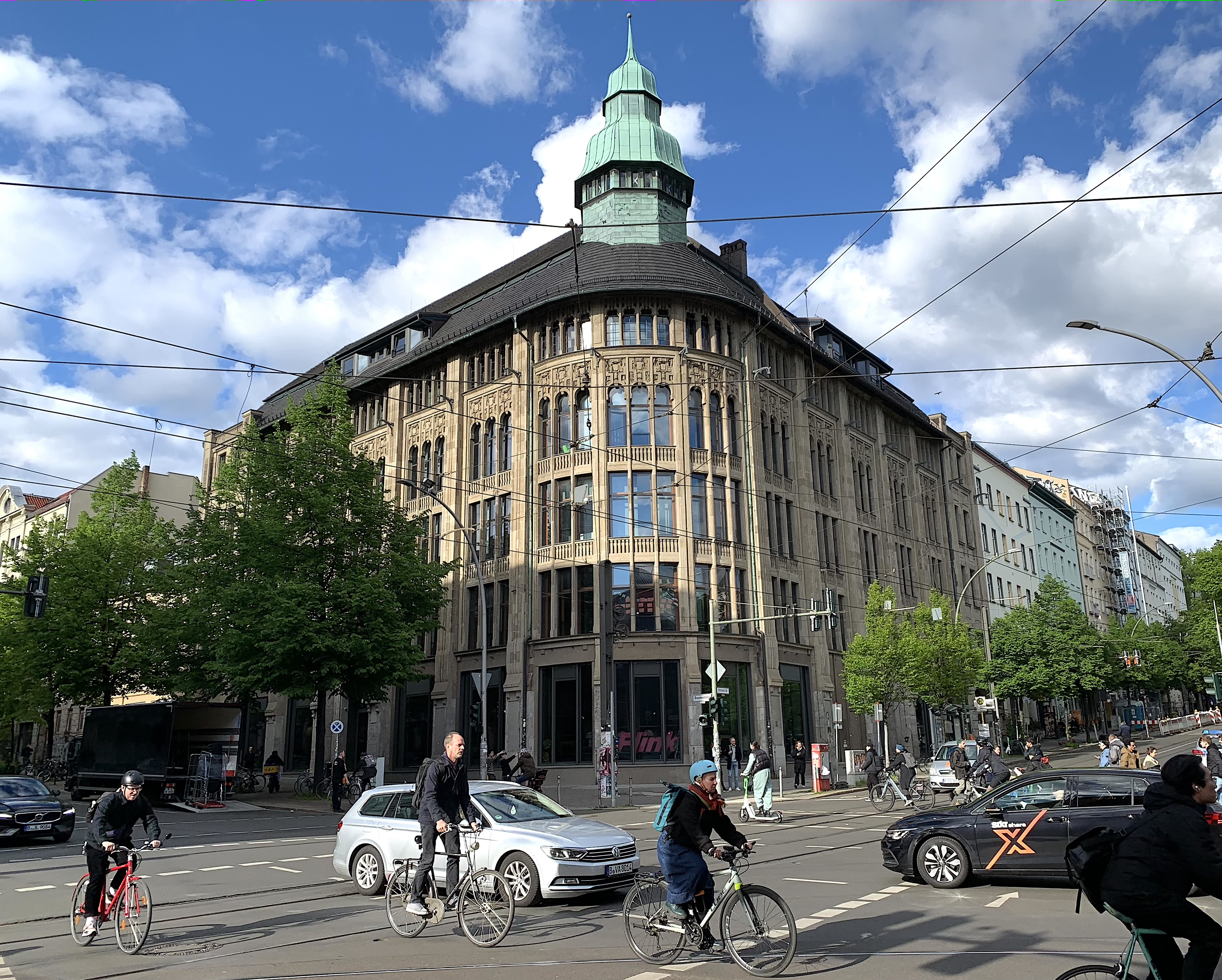
Sitz der Trade Republic Bank in Berlin (2024)

Der Sitz der Trade Republic Bank ist in Berlin. Das Unternehmen hat eine Vollbanklizenz und wird den Neobrokern zugeordnet. Diese zeichneten sich durch niedrige Gebühren, einfache Bedienung per Smartphone und schnelle Handelsmöglichkeiten aus. Der Redaktion von boerse.ARD.de zufolge bietet Trade Republic seit 2019 provisionsfreien Aktien- und ETF-Handel.

### Mitarbeiter
Im Juni 2022 beschäftigte Trade Republic in Berlin und Düsseldorf insgesamt rund 700 Mitarbeiter.

### Kunden
Im April 2020 hatte Trade Republic rund 150.000 Nutzer, Ende des Jahres waren es nach offiziellen Angaben 600.000 Kunden mit einem verwalteten Vermögen von vier Milliarden Euro. 2021 wurde von einer Million Kunden berichtet.
Im Februar 2022 veröffentlichte das Wirtschaftsforschungsinstitut DIW Econ eine Studie über die Nutzer. Trade Republic hatte die Untersuchung in Auftrag gegeben und Geschäftsdaten zur Verfügung gestellt. Die Auswertung ergab, dass rund 70 Prozent der Kunden jünger als 35 Jahre waren. 47 Prozent der Befragten zählten zu den Börsenneulingen. Laut der DIW Econ-Studie investierten mehr als 70 Prozent der Anleger, um einen langfristigen Beitrag zur Altersvorsorge zu leisten. Die wichtigsten Produkte waren Aktien (fast 60 Prozent) und ETF (26 Prozent). Nur zwei Prozent bevorzugten risikoreichere Derivate. Die jährliche Rendite betrug bis zu 11,1 Prozent.
Im Januar 2024 hatte Trade Republic nach eigenen Angaben vier Millionen Kunden in 17 Märkten, darunter 2,5 Millionen in Deutschland. Laut Mitgründer Christian Hecker ist Trade Republic der „größte Broker Europas“ und verwaltet ein Vermögen von rund 35 Milliarden Euro.
Im Januar 2025 hatte Trade Republic nach eigenen Angaben acht Millionen Kunden, darunter 5,3 Millionen Kunden in Deutschland. Das verwaltete Vermögen stieg auf 100 Milliarden Euro.
| Rang | Land        | Anzahl Kunden | Verfügbarkeit nationaler IBANs |
| ---- | ----------- | ------------- | ------------------------------ |
| 1    | Deutschland | 5.300.000     | ja                             |
| 2    | Frankreich  | 1.100.000     | ja                             |
| 3    | Italien     | 600.000       | ja                             |
| 4    | Österreich  | 450.000       | ja                             |
| 5    | Spanien     | 400.000       | ja                             |
| 6    | Portugal    | 100.000       | nein                           |
|      | Gesamt      | 8.000.000     |                                |

## Dienstleistungen
Trade Republic bietet den Handel von Aktien, börsengehandelten Fonds (ETF), Derivaten und Kryptowährungen an. Pro Transaktion wird eine Fremdkostenpauschale von einem Euro berechnet. Ein Teil der angebotenen Aktien und ETFs können ohne Kostenaufschlag ab zehn Euro pro Ausführung über Sparpläne gekauft werden. Depotkosten und eine Mindesteinlage fallen nicht an.
Der Handel von Aktien und börsengehandelten Fonds erfolgt über LS Exchange, das von Lang & Schwarz betriebene elektronische Handelssystem der Börse Hamburg. Diese Kurse sind an die Computerbörse Xetra gebunden. Transaktionen von Derivaten werden außerbörslich von HSBC Trinkaus & Burkhardt, Citibank, Société Générale und UBS durchgeführt. Es ließen sich im April 2023 54 verschiedene Kryptowährungen handeln. Anders als bei anderen Handelsplattformen für Kryptowährungen kann man sich diese nicht auf ein eigenes Wallet übertragen lassen; stattdessen werden diese bei der Verwahrstelle Bitgo Deutschland gelagert. Die Ein- und Auszahlungen, sowie das Verwahren der Kundengelder, werden von der Crédit Agricole, der Deutschen Bank, HSBC Continental Europe S.A. und JP Morgan SE übernommen. Bis 2024 wurden Kundengelder auch bei der Citibank und der Solarisbank gelagert. Die Wertpapiere werden bei Clearstream verwahrt. Ehemals war HSBC für die Lagerung verantwortlich. Trade Republic verdient Geld durch die Rückvergütung dieser Partner für jede abgewickelte Transaktion (Payment for Order Flow).
Seit Oktober 2022 bietet Trade Republic den Handel mit Bruchteilen von Wertpapieren an. Kunden können ab einem Euro einzelne Anteile an Aktien und ETF käuflich erwerben.
Seit Januar 2023 zahlte Trade Republic einen jährlichen Zinssatz von vier Prozent auf Geldguthaben. Dieses Tagesgeld-Angebot galt für Bestands- und Neukunden mit einem Guthaben von maximal 50.000 Euro. Laut der Kundenvereinbarung behält sich Trade Republic vor, Guthaben vom Verrechnungskonto zum ursprünglichen Konto zurückzuschicken, wenn dieses „mehr als 30 Tage nicht für Geschäfte in Finanzinstrumenten“ verwendet worden ist.
Seit Mitte September 2023 werden auch Anleihen von Staaten und Unternehmen angeboten, in die Kunden bereits ab einem Euro investieren können.
Im Mai 2024 kündigte Trade Republic die Einführung eines Girokontos an. Die Nutzer erhalten für ihr bisheriges Verrechnungskonto eine eigene Internationale Bankkontonummer (IBAN). Ab November 2024 wurde das Girokonto schrittweise für Bestands- und Neukunden bereitgestellt. Das Guthaben in nun unbegrenzter Höhe wird dynamisch mit dem vollen Leitzins der Europäischen Zentralbank (aktuell 2 %) verzinst.
Seit Mai 2025 können Kunden für ihre Kinder eigene Depots eröffnen. Die Gebühren für die Fonds werden von Trade Republic erstattet.

## Kontroversen

### 2021: Anstieg der GameStop-Aktie
Im Rahmen des Anstiegs der GameStop-Aktie 2021 verhängte Trade Republic am Nachmittag des 28. Januar 2021 einen Kaufstopp für ausgewählte Aktien, darunter die Aktie von GameStop. Der Broker begründete die Entscheidung mit der „extremen Situation am Markt“ und mit dem Anlegerschutz. Die App war zuvor bereits nicht erreichbar gewesen. Der Handelsplatz LS Exchange sei „in wesentlichen Teilen ausgefallen“, so Trade Republic. LS Exchange entgegnete, dass sich die technischen Störungen nur auf den Limithandel beschränkt hätten. Die Handelsbeschränkungen stießen unter Nutzern auf scharfe Kritik. Dem Unternehmen wurde unter anderem vorgeworfen, Marktmanipulation zu betreiben, um damit Geschäftspartner zu schonen. Bei der Bundesanstalt für Finanzdienstleistungsaufsicht (BaFin) seien „rund 4000 Beschwerden und Hinweise zu Trade Republic eingegangen“. Sie werde „die technischen Ursachen, Verantwortlichkeiten und darauffolgenden Maßnahmen von Trade Republic und ihrer Kooperationspartner Lang & Schwarz sowie Tradegate weiter aufklären“. Im März 2021 teilte die BaFin nach Untersuchung der Nutzerbeschwerden mit, dass sich für Trade Republic „keine Verdachtsmomente auf Marktmanipulation“ ergeben haben.

### 2024: Verzögerungen bei der Depotübertragung
Im Sommer 2024 gab es mehrere Medienberichte mit Kritik an Trade Republic. Laut der Verbraucherzentrale Nordrhein-Westfalen habe es demnach oftmals Verzögerungen bei der Übertragung von Depots gegeben, ein Vorgang, der gemäß der BaFin maximal drei Wochen dauern dürfe.